# ديفيد دي. ليفين
ديفيد دي. ليفين (بالإنجليزية: David D. Levine)‏ (21 فبراير 1961، منيابولس في الولايات المتحدة)؛ كاتب وروائي أمريكي.